# BMW F900 R
La BMW F900 R è una motocicletta stradale naked prodotta dalla casa motociclistica tedesca BMW Motorrad a partire dal 2019. 
Si basa sul progetto della serie BMW F850 GS, con la quale condivide soluzioni tecniche e parti meccaniche, adottate anche dalla F900 XR.

## Descrizione
Presentata a novembre 2019 durante l'EICMA di Milano, la 900 R monta un propulsore bicilindrico in linea frontemarcia da 895 cm³ che eroga una potenza di 105 CV e viene gestito da un cambio a sei rapporti ad innesti frontali. Rispetto al motore da 850 GS dalla quale deriva, ha subito un aumento di cilindrata con incremento di alesaggio e corsa per aumentarne la potenza e migliorarne l'erogazione. È dotata di nuovi pistoni forgiati, doppio contralbero di bilanciamento e angolo di scoppio di 270°.
Rispetto alla F 800 R, il serbatoio da 13 litri ha subìto una modifica, venendo montato nella zona sotto la sella sopra il motore, con lo scopo di centralizzare le masse. Il peso si attesta sui 211 kg in ordine di marcia.
La dotazione di serie comprende display TFT a colori con sistema di connettività multimediale BMW Motorrad, faro frontale a LED, ASC, possibilità di modificare le modalità di guida, leve freno e frizione regolabili. Optional sono disponibili faro autoadattativo che segue la traiettoria cambiando direzionalità al fascio luminoso, una modalità di guida in più chiamata Pro, sospensione posteriore a controllo elettronico della ZF, chiamata di emergenza e controllo pressione pneumatici.